# Сяргозеро (озеро, Вологодская область)
Сяргозеро — пресноводное озеро на территории Оштинского сельского поселения Вытегорского района Вологодской области.

## Физико-географическая характеристика
Площадь озера — 1,2 км². Располагается на высоте 188,1 метров над уровнем моря.
Форма озера продолговатая: оно почти на четыре два вытянуто с севера на юг. Берега каменисто-песчаные, местами заболоченные.
Из северной оконечности озера вытекает Сяргручей, впадающий с левого берега в Педажреку, являющуюся притоком реки Мегры, впадающей, в свою очередь, в Онежское озеро.
Острова на озере отсутствуют.
На восточном берегу Сяргозера расположена одноимённая деревня.
Код объекта в государственном водном реестре — 01040100611102000020063.